# Mark Fish
Mark Anthony Fish (* 14. März 1974 in Kapstadt) ist ein ehemaliger südafrikanischer Fußballspieler.

## Karriere
Der Innenverteidiger begann seine Karriere in den Jugendmannschaften der Orlando Pirates und Arcadia Shepherds sowie bei  Jomo Cosmos. 1991 wurde er in die erste Mannschaft von Jomo Cosmos aufgenommen. 1993 wechselte zum nächsten südafrikanischen Verein, den Orlando Pirates. 1996/1997 spielte er eine Saison in der Serie A bei Lazio Rom. 1997 wechselte er das erste Mal auf die Britischen Inseln zu den Bolton Wanderers. 2000 ging es zu Charlton Athletic, 2005 wurde er dann zu Ipswich Town verliehen. Während der Saison 2005/06 beendete der Südafrikaner seine Fußballerlaufbahn aufgrund einer Verletzung.
Anfang 2007 erklärte er sein Comeback und unterschrieb bei Jomo Cosmos. Aufgrund von mangelnder Fitness bestritt er aber kein Spiel. Fish spielte 62 Mal in der südafrikanischen Fußballnationalmannschaft.

## Erfolge
- Afrikameister mit Südafrika beim Afrikanischen Nationenpokal 1996
- Teilnahme am Confederations-Cup 1997 in Saudi-Arabien (3 Einsätze)
- Teilnahme an der Fußball-WM 1998 in Frankreich (3 Einsätze)
- südafrikanischer Meister mit den Orlando Pirates 1994
- afrikanischer Champions-League-Sieger mit den Orlando Pirates 1995